# 头坝路
头坝路，旧名头坝上、头坝老街、四德丰弄堂，是中國上海市虹口区南部一条南北向的道路，原南起北苏州路，北至武昌路，并与天潼路相交。全长300米，宽4至5米。该路因清朝乾隆年间在此处设有的吴淞江义渡而形成并因此得名，也是虹口区境内最早开辟的道路之一。路南原有供奉土地的庙堂，并有建于清代的供人避雨的代笠亭。

## 历史
明永乐元年（1403年）八月，由于苏州、松江两府因水患频发，时任户部右侍郎的夏元吉奉旨整治太湖流域水道。此次治水以后，吴淞江自潭子湾以东改走宋家浜河道，在今苏州河口附近与黄浦江汇流，并沿原范家浜河道至吴淞口入海，史称“黄浦夺淞”。而吴淞江的河口移到今日的苏州河口位置。明嘉靖年间，上海县在苏州河口附近筑坝建闸。因为该处为吴淞江第一条河坝，因此在被当时的居民称为“头坝”。而头坝附近的吴淞江则由于雨季的濛濛细雨而形成明清时期的“沪上八景”之一的吴淞烟雨。
1679年，上海县高昌乡二十三保的居民，钱瑞与金章提议在头坝附近设置义渡。不久后，邑绅张锡怿因见此处渡口没有房屋等避雨场所，因此出资在吴淞江南岸（今光陆大楼附近）修建避雨亭，并取名“代笠亭”。1780年，士绅吴惟德出资重修，并更名为“咸宜亭”，但后来坍塌。其子吴大成改在北岸修建，恢复代笠亭的旧名。
义渡设立后，头坝北侧逐渐形成道路，并有居民聚集，形成了今日的头坝路。上海开埠后，随着威尔斯桥等现代桥梁的兴建，头坝义渡逐渐废弃。后由于苏州河泛滥，上游飘来一尊木雕神像，被附近的居民打捞后供奉在代笠亭，并且将亭改建为土地庙。1970年代初，代笠亭和神像均被拆毁。但留有4根亭柱。1870年代，上海公共租界工部局曾于该路55号墙角安置两枚界石。一个刻有“工部 M.C. LOT 649 USC”，另一枚则刻有“EI LOT 904 1872 公平洋行”的字样。2000年代以后，亭柱与界石也被移除。目前，头坝路仅余天潼路以北一段。

## 交汇道路
- 北苏州路
- 天潼路

## 现状
道路今余天潼路北侧一段，两侧均为2层砖木结构民房。该路100号原为清华浴池，后改作上海图书馆乍浦路街道服务点，现为四川北路街道图书馆分馆。